# Єне Боді
Єне Боді (угор. Jenő Bódi; нар. 10 серпня 1963, Надькереш, медьє Пешт) — угорський борець греко-римського стилю, чемпіон, дворазовий срібний та дворазовий бронзовий призер чемпіонатів Європи, учасник двох Олімпійських ігор.

## Життєпис
Боротьбою почав займатися з 1974 року. У 1983 році став чемпіоном світу серед молоді.
Виступав за спортивний клуб «Vasas» Будапешт.
По завершенні кар'єри борця перейшов на тренерську роботу. Серед його вихованців, зокрема, Лайош Віраг — дворазовий срібний призер чемпіонатів Європи, учасник трьох Олімпійських ігор.

## Спортивні результати на міжнародних змаганнях

### Виступи на Олімпіадах
| Змагання                    | Збірна   | Вагова категорія                 | Місце |
| --------------------------- | -------- | -------------------------------- | ----- |
| Літні Олімпійські ігри 1988 | Угорщина | греко-римська боротьба, до 62 кг | 4     |
| Літні Олімпійські ігри 1992 | Угорщина | греко-римська боротьба, до 62 кг | 5     |

### Виступи на Чемпіонатах світу
| Змагання                        | Збірна   | Вагова категорія                 | Місце |
| ------------------------------- | -------- | -------------------------------- | ----- |
| Чемпіонат світу з боротьби 1983 | Угорщина | греко-римська боротьба, до 62 кг | 17    |
| Чемпіонат світу з боротьби 1987 | Угорщина | греко-римська боротьба, до 62 кг | 7     |
| Чемпіонат світу з боротьби 1989 | Угорщина | греко-римська боротьба, до 62 кг | 5     |
| Чемпіонат світу з боротьби 1991 | Угорщина | греко-римська боротьба, до 62 кг | 18    |
| Чемпіонат світу з боротьби 1993 | Угорщина | греко-римська боротьба, до 62 кг | 5     |
| Чемпіонат світу з боротьби 1994 | Угорщина | греко-римська боротьба, до 62 кг | 17    |

### Виступи на Чемпіонатах Європи
| Змагання                         | Збірна   | Вагова категорія                 | Місце  |
| -------------------------------- | -------- | -------------------------------- | ------ |
| Чемпіонат Європи з боротьби 1986 | Угорщина | греко-римська боротьба, до 68 кг | 9      |
| Чемпіонат Європи з боротьби 1987 | Угорщина | греко-римська боротьба, до 62 кг | Бронза |
| Чемпіонат Європи з боротьби 1988 | Угорщина | греко-римська боротьба, до 62 кг | Золото |
| Чемпіонат Європи з боротьби 1990 | Угорщина | греко-римська боротьба, до 62 кг | Срібло |
| Чемпіонат Європи з боротьби 1992 | Угорщина | греко-римська боротьба, до 62 кг | Бронза |
| Чемпіонат Європи з боротьби 1993 | Угорщина | греко-римська боротьба, до 62 кг | Срібло |

### Виступи на інших змаганнях
| Змагання                           | Збірна   | Вагова категорія                 | Місце  |
| ---------------------------------- | -------- | -------------------------------- | ------ |
| Золотий Гран-прі з боротьби 1987   | Угорщина | греко-римська боротьба, до 62 кг | 4      |
| Гала гран-прі FILA 1987            | Угорщина | греко-римська боротьба, до 62 кг | 4      |
| Гала гран-прі FILA 1988            | Угорщина | греко-римська боротьба, до 62 кг | Бронза |
| Гран-прі Німеччини з боротьби 1988 | Угорщина | греко-римська боротьба, до 62 кг | Бронза |
| Золотий Гран-прі з боротьби 1990   | Угорщина | греко-римська боротьба, до 62 кг | Золото |
| Гран-прі Німеччини з боротьби 1990 | Угорщина | греко-римська боротьба, до 62 кг | Золото |
| Гран-прі Німеччини з боротьби 1993 | Угорщина | греко-римська боротьба, до 62 кг | Бронза |

### Виступи на змаганнях молодших вікових груп
| Змагання                                     | Збірна   | Вагова категорія                 | Місце  |
| -------------------------------------------- | -------- | -------------------------------- | ------ |
| Чемпіонат світу з боротьби серед молоді 1983 | Угорщина | греко-римська боротьба, до 62 кг | Золото |